# 프란신 요크

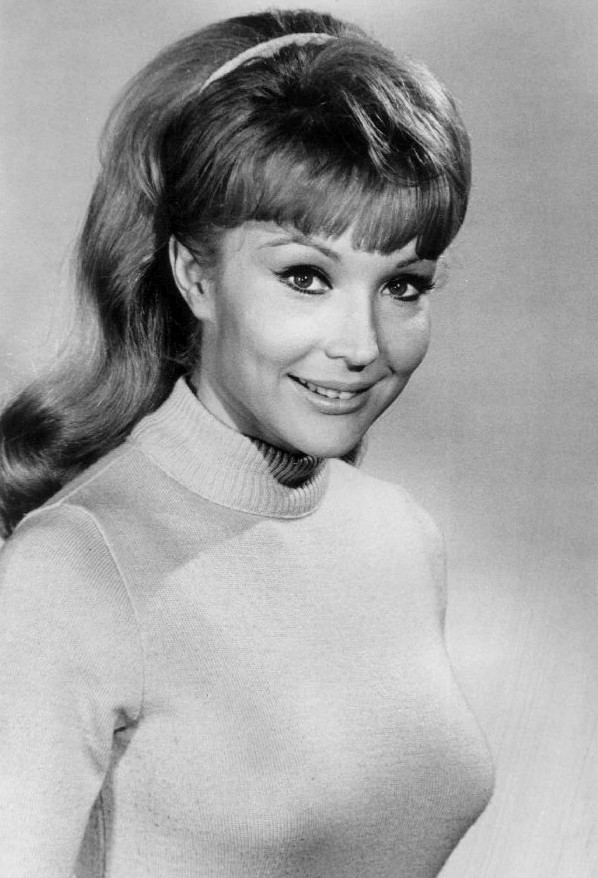

프란신 요크(Francine York, 1936년 8월 26일 ~ 2017년 1월 6일)는 미국의 배우, 텔레비전 배우, 모델, 영화배우이다.
밴나이즈에서 사망하였다. 사인은 암이다.  할리우드 포에버 공동묘지에 매장되었다.

## 영화
- 섹슈얼 프레데터 (2001년)
- 패밀리 맨 (2000년)
- 크래쉬 다이브 2 - 카운터 메저 (1997년)
- 프라이빗 옵세션 (1995년)
- 언더러치브 (1987년)
- 크랙킹 업 (1983년)
- 제로 투 식스티 (1978년)
- 대홍수(영어판) (1976년)
- 샌프란시스코 수사반 (1972년)
- 제12순찰대 (1968년)
- 비밀지령 (1968년)
- 아이언 사이드 (1967년)
- 늪 괴물의 저주 (1966년)
- 배트맨 - 66년 TV 시리즈 (1966년)
- 우리 생애 나날들 (1965년)
- 보석 같은 가족 (1965년)
- 베드타임 스토리 (1964년)
- 사고뭉치 간호조무사 (1964년)
- 페리 메이슨 (1957년)